# Autoroute 19 (Québec)
L'autoroute 19 (A-19) est une autoroute interurbaine québécoise desservant la région métropolitaine de Montréal. L'A-19 est également appelée autoroute Papineau. Elle est un des principaux accès à l'Île de Montréal en provenance de la rive nord. La portion autoroute de l'avenue Papineau s'étend sur 7 km entre le boulevard Henri-Bourassa à Montréal et le boulevard Dagenais à Laval et elle traverse la rivière des Prairies (km 3,7) via le pont Papineau-Leblanc. Elle est accompagnée tout au long de son trajet par la route 335 qui la suit parallèlement quelques kilomètres à l'ouest avant de la rejoindre pour en devenir sa continuité.

## Description
L'A-19 commence officiellement à l'A-40 (Autoroute Métropolitaine). Jusqu'au kilomètre 3 (boulevard Henri-Bourassa), elle prend la forme d'un boulevard urbain sous la responsabilité de la ville de Montréal. La route devient une voie rapide sous responsabilité provinciale au nord du boulevard Henri-Bourassa, entre les kilomètres 3 et 10. Au nord du km 10, la voie rapide devient la route 335. Cette dernière a été construite à accès limité aux carrefours entre Laval et Terrebonne dans l'emprise réservée à l'autoroute 19, en anticipant sa conversion en autoroute à terme. Sa section la plus achalandée se situe entre le boulevard de la Concorde Est et le boulevard Saint-Martin Est avec un débit journalier moyen annuel (DJMA) de 61 000 véhicules en 2018.

## Historique

### Planification
L'urbanisation rapide des couronnes rend nécessaire à la fin des années 1960 la construction d'un nouveau lien reliant l'île de Montréal à ses banlieues. Les schémas de planification métropolitaine prévoyaient la construction d'axes de transport à haute-capacité qui favoriseraient l'étalement de la région métropolitaine de Montréal le long de ces axes, suivant la forme d'une croix. Entamée en 1968 dans l'axe de l'avenue Papineau et du boulevard Leblanc, la construction de l'autoroute 19 s'est faite dans le sillage de ce schéma.
À Laval, Bois-des-Filion et Terrebonne, les expropriations nécessaires à la construction de la voie rapide sont terminées vers 1970, tandis qu'ouvre le premier tronçon à la circulation entre Sault-au-Récollet et Duvernay ; le pont Papineau-Leblanc.
À cette époque, les documents de planification du réseau autoroutier montrent une autoroute qui relie la voie Sir-Wilfrid-Laurier (route 116) de Belœil à l'autoroute 15 au nord de Saint-Jérôme en passant par le pont Jacques-Cartier et désignée par le no 19. Des structures sont érigées prématurément en 1970 en prévision du prolongement des autoroutes 640 et 19. Une partie de ces structures est aujourd'hui utilisée pour l'échangeur connectant la route 335 et l'A-640.

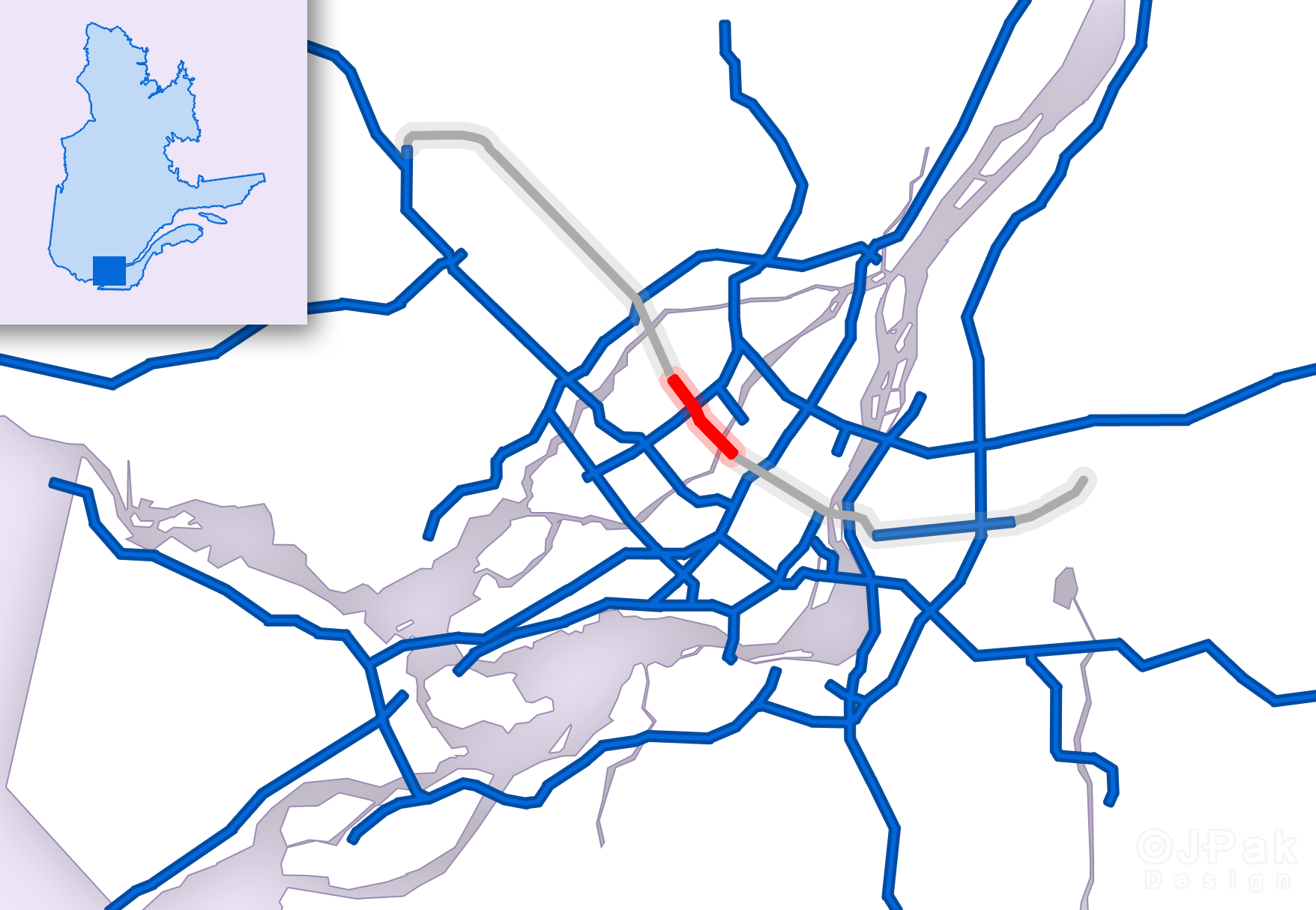
Carte du tracé actuel de l'autoroute 19 (rouge) et du tracé proposé en 1971 (gris).

Le dernier prolongement, entre l'autoroute 440 et le boulevard Dagenais, est étudié en 1986, puis terminé en 1990.

### Viaduc de la Concorde
Le 30 septembre 2006, les trois voies de la section sud du viaduc de la Concorde (sortie 5) se sont effondrées sur l'autoroute. L'affaissement a causé la mort de cinq personnes et en a blessé grièvement six autres. Une enquête publique, présidée par l'ancien premier ministre Pierre-Marc Johnson fut chargée d'établir les causes de l'accident.
À la suite de cet effondrement, le viaduc jumeau du viaduc de la Concorde, le viaduc de Blois situé quelques kilomètres plus au nord a été démoli. Les deux viaducs ont été reconstruits au cours de l'hiver 2006-2007 et ouverts à la circulation en juin 2007.

Le viaduc de la Concorde original avait été construit entre 1968 et 1970 par la firme Corival, sous la supervision de la firme d'ingénieurs Desjardins-Sauriol.

## Futur

### Prolongement vers Bois-des-Filion
Le Ministère des transports a annoncé en juin 2010 le prolongement de l'A-19, entre sa fin actuelle et l'A-640. Le projet consiste en le doublement et l'étagement de l'actuelle route 335 sur une longueur de 8 kilomètres. Le projet comprend de construire de quatre nouveaux échangeurs.
Au terme d'une consultation de la population, le Bureau d'audiences publiques sur l'environnement s'est prononcé en faveur du prolongement autoroutier, en émettant toutefois certaines réserves sur la place faite aux transports actifs et collectifs. Si l'annonce du prolongement suscite l'opposition,,,, le mutisme du gouvernement frustre les élus et commerçants de la couronne nord.
Le 30 Mars 2021, le gouvernement du Québec a donné le coup d'envoi de ce projet et a annoncé les premiers travaux de construction du prolongement de l'A-19 débutent à l'automne avec la construction de l’échangeur Saint-Saëns, à Laval

## Liste des sorties
| MRC                                                             | Municipalité           | km    | Sortie                     | Destinations                                                       | Notes |
| --------------------------------------------------------------- | ---------------------- | ----- | -------------------------- | ------------------------------------------------------------------ | --- |
| Montréal                                                        | Montréal               | −3,40 |                            | A-40 (Autoroute Métropolitaine) / Avenue Papineau                  | Carrefour giratoire avec Boulevard Crémazie (voie de service); sortie 75 de l'A-40; ancien segment sud de l'A-19 (pas officiellement partie de l'A-19) |
| Montréal                                                        | Montréal               | 0,00  | —                          | Boulevard Henri-Bourassa                                           | Intersection à niveau; virage à gauche interdit |
| Rivière des Prairies                                            | Rivière des Prairies   | 4,10  | Pont Papineau-Leblanc      | Pont Papineau-Leblanc                                              | Pont Papineau-Leblanc |
| Laval                                                           | Laval                  | 4,70  | 4                          | Boulevard Lévesque                                                 | Sortie direction nord, entrée direction sud |
| Laval                                                           | Laval                  | 5,40  | 5                          | Boulevard de la Concorde                                           | |
| Laval                                                           | Laval                  | 7,10  | 7                          | Boulevard Saint-Martin                                             | |
| Laval                                                           | Laval                  | 8,40  | 8                          | A-440 / R-335 sud                                                  | Terminus sud du multiplex avec la R-335; sortie 27 de l'A-440                                                                                          |
| Laval                                                           | Laval                  | 10,10 | 10                         | R-335 nord / Boulevard Dagenais Est / Boulevard des Grands-Maîtres | Terminus nord de l'A-19; intersection à niveau; futur échangeur                                                                                        |
| Laval                                                           | Laval                  | 13,50 | 13                         | Rue Saint-Saëns est                                                | Échangeur A-19 Non-Officiel, Route 335 Actuellement |
| Laval                                                           | Laval                  | 15,30 | 15                         | Boulevard des Laurentides / Boulevard des Mille-Îles               | Futur échangeur |
| Rivière des Mille Îles                                          | Rivière des Mille Îles | 15,90 | Pont Athanase-David (Sud)  | Pont Athanase-David (Sud)                                          | Pont Athanase-David (Sud) |
| Rivière des Mille Îles                                          | Rivière des Mille Îles | 15,90 | Pont Athanase-David (Nord) |                                                                    | |
| Thérèse-De Blainville                                           | Bois-des-Filion        | 16,70 | 16                         | R-344 (Boulevard Adolphe-Chapleau) – Rosemère, Terrebonne          | Futur échangeur |
| Thérèse-De Blainville                                           | Bois-des-Filion        | 17,60 | 17o                        | A-640 – Repentigny, Saint-Eustache                                 | Sortie 28 de l'A-640 |
| Thérèse-De Blainville                                           | Bois-des-Filion        | 17,60 | 17o                        | R-335 nord – Sainte-Anne-des-Plaines                               | Futur terminus nord de l'A-19; terminus nord du multiplex avec la R-335                                                                                |
| - Ancien - Terminus de multiplex - Accès incomplet - Non-ouvert |                        |       |                            |                                                                    | |